# PNG
PNG (izgovorjava png) je sorazmerno nov rastrski slikovni format, ki postaja razširjen na spletu in drugod. Uradno je PNG tričrkovna kratica za Portable Network Graphics (prenosljiva spletna grafika), nekateri pa jo označujejo kot PNG's Not GIF, oziroma kot rekurzivni akronim.
Pobuda za izdelavo formata PNG je prišla zgodaj leta 1995, ko je družba Unisys najavila zahtevo po ameriškem patentu 4.558.302 (patent programske opreme) in tujih dvojnikov za algoritem stiskanja podatkov LZW, uporabljen pri GIF.
Poleg tega so bile s formatom GIF še druge težave, zaradi katerih je bila zamenjava zaželena. Še posebej je bila moteča omejitev 256. barv, saj so računalniki že bili sposobni prikazovati precej več kot 256 barv. Čeprav format GIF podpira računalniško animacijo, so se odločili, da bo PNG enoznačen slikovni format. Za animacijo so določili soroden format MNG. PNG je postal razširjen avgusta leta 1999, ko je Unisys prekinil tantieme za patentne licence razvijalcem proste in nedobičkonosne programske opreme.

## Osnovne značilnosti
PNG uporablja nepatentiran postopek stiskanja podatkov brez izgub DEFLATE, isti postopek, kot ga uporabljajo znani stiskalni programi gzip, ZIP in unzip. PNG ta postopek združuje z napovedjo. Pri vsaki slikovni vrstici izbran napovedni model na podlagi barv prejšnjih slikovnih točk napove barvo vsake slikovne točke in odšteje napovedano barvo slikovne točke od dejanske barve. Na ta način je precejena slikovna vrstica večinoma bolj stisljiva kot pa bi bila neobdelana slikovna vrstica. PNG lahko doseže boljšo stisljivost kot GIF pri skoraj vsaki sliki, vendar vodijo nekatere izvedbe do slabo izbranih napovednih modelov in na ta način nastajajo nepotrebno velike PNG datoteke.
PNG datoteka se ujema z 8 bitnim znakom (89 50 4E 47 0D 0A 1A 0A šestnajstiško). Temu sledijo kosi, ki prenašajo določene informacije o sliki. Kosi so lahko kritični ali postranski. Ko program naleti na postranski kos, ki ga ne razume, ga lahko varno zanemari. Takšna zgradba na podlagi posameznih kosov omogoča, da se lahko format PNG razširja in pri tem ohranja združljivost s starejšimi različicami.
- Različica 1.0 opisa PNG je izšla 1. julija 1996, kasneje kot RFC 2083. 1. decembra 1996 jo je predlagal W3C.
- Različica 1.1 z nekaj manjšimi spremembami in dodanimi tremi novimi kosi je izšla 31. decembra 1998.
- Različica 1.2 z dodanimi kosi je izšla 11. avgusta 1999.
- PNG je sedaj mednarodni standard (ISO/IEC 15948:2003) in priporočilo W3C z dne 10. novembra 2003. Ta različica formata PNG se le neznatno razlikuje od različice 1.2 in ne vsebuje novih kosov.

Medijski tip MIME za PNG je image/png (odobren 14. oktobra 1996).

## Tehnične podrobnosti

### Zaglavje datoteke
Datoteka PNG se začne z 8 bajtno oznako. Šestnajstiške bajtne vrednosti so: 89 50 4E 47 0D 0A 1A 0A, desetiške pa: 137 80 78 71 13 10 26 10. Vsak od zaglavnih bajtov ima svoj namen
| bajti    | namen |
| -------- | --- |
| 89       | Za zaznavo prenosnih sistemov, ki ne podpirajo 8 bitnih podatkov in za zmanjšanje možnosti da se besedilna datoteka po pomoti obravnava kot PNG, ali obratno. |
| 50 4E 47 | Kratica »PNG« v ASCII, kar omogoča preprosto identifikacijo formata v urejevalniku besedila.                                                                  |
| 0D 0A    | Konec vrstice po DOS (CRLF) pri podatkovni pretvorbi konca vrstice DOS-UNIX.                                                                                  |
| 1A       | Bajt, ki ustavi prikaz v DOS, če se uporabi ukaz type — znak konca datoteke                                                                                   |
| 0A       | Konec vrstice po UNIX (LF) pri podatkovni pretvorbi konca vrstice UNIX-DOS.                                                                                   |